# 塔爾納夫卡 (舊桑博爾區)
49°30′8″N 22°53′42″E / 49.50222°N 22.89500°E
塔爾納夫卡（烏克蘭語：Тарнавка），是烏克蘭西部的村莊，隸屬利維夫州的桑比爾區。該村面積0.24平方公里，海拔高度428米，2001年人口212，人口密度每平方公里883.33人。